# Buster Brown (гурт)
Buster Brown (Бастер Браун) — австралійський рок-гурт. Існував 1973—1975. Став відомим завдяки солісту Злому Андерсону (Angry Anderson) та барабанщику Філу Радду, який згодом грав у AC/DC.

## Історія
Гурт сформований у Мельбурні 1973. Їх звучання було хард-роковим, але з виразною домішкою блюз-року. Соліст Злий Андерсон англо-мавританського походження, його вокал був вишуканим і дзвінким, фактично на його харизмі тримався увесь гурт.
Перший альбом випущений 1974. Майже відразу барабанщик Філ Радд пішов до раннього складу AC/DC, натомість Андерсон продовжив роботу у гурті, але зрештою розпустив його в листопаді 1975. Андерсон приєднався до гурту Rose Tattoo, де були колишні колеги по Бастер Браун — Джорді Ліч на бас-гітарі і Далласі 'Digger' Royall на барабанах.
Гурт створив змістовні відеоверсії своїх пісень. Окремі композиції потрапили до національних гіт-парадів.

## Дискографія
- Something to Say — грудень 1974